# Jan Zieliński
Jan Zieliński (Varsavia, 16 novembre 1996) è un tennista polacco.

## Biografia
Specialista del doppio, ha raggiunto la finale agli Australian Open 2023, ha vinto 5 titoli nel circuito maggiore, tra cui gli Internazionali d'Italia 2023, e il suo miglior ranking ATP è stato il 7º posto nel giugno del 2023. Vanta inoltre diversi titoli nei circuiti minori. Ha esordito nella squadra polacca di Coppa Davis nel marzo 2020 e con la Polonia ha disputato le finali alla United Cup 2024 e nell'edizione successiva.
Tra gli juniores ha vinto nel 2014 il doppio misto ai Giochi olimpici giovanili e il doppio maschile al Trofeo Bonfiglio, raggiungendo quello stesso anno la 25ª posizione della classifica mondiale di categoria. Prima di passare al professionismo ha anche giocato nei campionati statunitensi dei college per l'Università della Georgia.
Nel doppio misto, con Hsieh Su-wei, ha conquistato due titoli del Grande Slam agli Australian Open 2024 e a Wimbledon 2024.

## Statistiche
Aggiornate al 21 luglio 2025.

### Doppio

#### Vittorie (5)
| Legenda doppio       |
| Grande Slam (0)      |
| ATP Finals (0)       |
| ATP Masters 1000 (1) |
| ATP Tour 500 (1)     |
| ATP Tour 250 (3)     |

| N. | Data              | Torneo                              | Superficie  | Compagno       | Avversari in finale                 | Punteggio   |
| 1. | 26 settembre 2021 | Moselle Open, Metz                  | Cemento (i) | Hubert Hurkacz | Hugo Nys Arthur Rinderknech         | 7-5, 6-3    |
| 2. | 25 settembre 2022 | Moselle Open, Metz (2)              | Cemento (i) | Hugo Nys       | Lloyd Glasspool Harri Heliövaara    | 7-6(5), 6-4 |
| 3. | 21 maggio 2023    | Internazionali d'Italia, Roma       | Terra rossa | Hugo Nys       | Robin Haase Botic van de Zandschulp | 7-5, 6-1    |
| 4. | 11 novembre 2023  | Moselle Open, Metz (3)              | Cemento (i) | Hugo Nys       | Constantin Frantzen Hendrik Jebens  | 6-4, 6-4    |
| 5. | 2 marzo 2024      | Abierto Mexicano de Tenis, Acapulco | Cemento     | Hugo Nys       | Santiago González Neal Skupski      | 6-3, 6-2    |

#### Finali perse (9)
| Legenda doppio       |
| Grande Slam (1)      |
| ATP Finals (0)       |
| ATP Masters 1000 (0) |
| ATP Tour 500 (3)     |
| ATP Tour 250 (5)     |

| N. | Data             | Torneo                            | Superficie  | Compagno         | Avversari in finale                      | Punteggio              |
| 1. | 24 luglio 2021   | Swiss Open Gstaad, Gstaad         | Terra rossa | Szymon Walków    | Marc-Andrea Hüsler Dominic Stricker      | 1-6, 6(7)-7            |
| 2. | 9 aprile 2022    | Grand Prix Hassan II, Marrakech   | Terra rossa | Andrea Vavassori | Rafael Matos David Vega Hernández        | 1-6, 5-7               |
| 3. | 27 agosto 2022   | Winston-Salem Open, Winston-Salem | Cemento     | Hugo Nys         | Matthew Ebden Jamie Murray               | 4-6, 2-6               |
| 4. | 28 gennaio 2023  | Australian Open, Melbourne        | Cemento     | Hugo Nys         | Jason Kubler Rinky Hijikata              | 4-6, 6(4)-7            |
| 5. | 29 ottobre 2023  | Swiss Indoors, Basilea            | Cemento (i) | Hugo Nys         | Santiago González Édouard Roger-Vasselin | 7-6(8), 6(3)-7, [1-10] |
| 6. | 21 aprile 2024   | Barcelona Open, Barcellona        | Terra rossa | Hugo Nys         | Máximo González Andrés Molteni           | 6-4, 4-6, [9-11]       |
| 7. | 8 febbraio 2025  | Rotterdam Open, Rotterdam         | Cemento (i) | Sander Gillé     | Simone Bolelli Andrea Vavassori          | 2-6, 6-4, [6-10]       |
| 8. | 15 febbraio 2025 | Open 13, Marsiglia                | Cemento (i) | Sander Gillé     | Pierre-Hugues Herbert Benjamin Bonzi     | 3-6, 4-6               |
| 9. | 20 luglio 2025   | Swedish Open, Båstad              | Terra rossa | Adam Pavlásek    | Guido Andreozzi Sander Arends            | 7-6(4)-6, 5-7, [6-10]  |

### Doppio misto

#### Vittorie (2)
| Tornei del Grande Slam  |
| ----------------------- |
| Australian Open (1)     |
| Open di Francia (0)     |
| Torneo di Wimbledon (1) |
| US Open (0)             |

| N. | Data            | Torneo                      | Superficie | Compagno     | Avversari in finale              | Punteggio         |
| 1. | 26 gennaio 2024 | Australian Open, Melbourne  | Cemento    | Hsieh Su-wei | Desirae Krawczyk Neal Skupski    | 65-7, 6-4, [11-9] |
| 2. | 14 luglio 2024  | Torneo di Wimbledon, Londra | Erba       | Hsieh Su-wei | Giuliana Olmos Santiago González | 6-4, 6-2          |

### Tornei minori

#### Doppio

##### Vittorie (19)
| Legenda                 |
| ATP Challenger Tour (5) |
| ITF Futures (14)        |

| N. | Data              | Torneo                                                   | Superficie  | Compagno      | Avversari in finale              | Punteggio           |
| 1. | 26 settembre 2020 | Sibiu Open, Sibiu                                        | Terra rossa | Hunter Reese  | Hans Hach Robert Galloway        | 6-4, 6-2            |
| 2. | 17 aprile 2021    | Split Open II, Spalato                                   | Terra rossa | Szymon Walków | Grégoire Barrère Albano Olivetti | 6-2, 7-5            |
| 3. | 10 luglio 2021    | Braunschweig Open, Braunschweig                          | Terra rossa | Szymon Walków | Ivan Sabanov Matej Sabanov       | 4-6, 6-4, [10-4]    |
| 4. | 14 agosto 2021    | Meerbusch Challenger, Meerbusch                          | Terra rossa | Szymon Walków | Dustin Brown Robin Haase         | 6-3, 6-1            |
| 5. | 12 marzo 2022     | Challenger di Roseto degli Abruzzi, Roseto degli Abruzzi | Terra rossa | Hugo Nys      | Philipp Oswald Roman Jebavý      | 7-6(5), 4-6, [10-3] |

##### Finali perse (12)
| Legenda                 |
| ATP Challenger Tour (6) |
| ITF Futures (6)         |

| N. | Data             | Torneo                                      | Superficie  | Compagno         | Avversari in finale                      | Punteggio           |
| 1. | 13 febbraio 2021 | Biella Challenger Indoor I, Biella          | Cemento (i) | Szymon Walków    | Luis David Martínez David Vega Hernández | 4-6, 6-3, [8-10]    |
| 2. | 10 aprile 2021   | Split Open I, Spalato                       | Terra rossa | Szymon Walków    | Andrej Golubev Oleksandr Nedovjesov      | 5-7, 7-6(5), [5-10] |
| 3. | 4 settembre 2021 | Rafa Nadal Open, Manacor                    | Cemento     | Fernando Romboli | Karol Drzewiecki Sergio Martos Gornés    | 4-6, 6-4, [3-10]    |
| 4. | 2 aprile 2022    | Andalucía Challenger, Marbella              | Terra rossa | Hugo Nys         | Philipp Oswald Roman Jebavý              | 6(6)-7, 6-3, [3-10] |
| 5. | 15 maggio 2022   | Tournoi International de Bordeaux, Bordeaux | Terra rossa | Hugo Nys         | Rafael Matos David Vega Hernández        | 4-6, 0-6            |
| 6. | 19 marzo 2023    | Arizona Tennis Classic, Phoenix             | Cemento     | Hugo Nys         | Nathaniel Lammons Jackson Withrow        | 7-6(1), 4-6, [8-10] |